# Trionymus smithii
Trionymus smithii är en insektsart som först beskrevs av Essig 1910.  Trionymus smithii ingår i släktet Trionymus och familjen ullsköldlöss. Inga underarter finns listade i Catalogue of Life.